# Fujikirsebær
Fujikirsebær (Prunus incisa), også skrevet Fuji-Kirsebær, er en busk med en stivgrenet vækstform. Da den blomstrer meget tidligt med masser af hvide blomster, og da den også er fuldt hårdfør, er det besynderligt, at den ikke bruges mere i haverne. derimod plantes den i de trerækkede læhegn. Blomsterne er rige på nektar og tiltrækker bier på deres allerførste træk.

## Beskrivelse
Fujikirsebær er en mellemstor busk med en stiv, udspærret vækstform. Barken er først lyst gråbrun og glat. Senere bliver den mere grålig og sprækker op. Til sidst er den rødbrun med tynde, tværgående bånd af barkporer. Bladknopperne er spredte, udspærrede, ægformede og rødbrune. Blomsterknopperne sidder i bundter på rynkede dværgskud og er noget større end bladkopperne. 
Bladene er smalt ægformede med lang spids og groft savtakket rand. Oversiden er mørkegrøn, mens undersiden er lysegrøn. Blomstringen sker fra begyndelsen af april (samtidig med mirabelle). Blomsterne er hvide med rødt bæger og en dyb indskæring i spidsen af hvert kronblad. Høstfarven er meget forskellig: fra gul over orange til rød og brun. Derimod ses bær kun, når der er mulighed for fremmedbestøvning. Frøene modner godt i Danmark.
Rodnettet er kraftigt, vidt og dybt udbredt. 
Højde x bredde og årlig tilvækst: 4 x 4 m (25 x 25 cm/år).

## Hjemsted
Planten hører hjemme på østsiden af de japanske hovedøer. Her vokser den i bjergskove på veldrænet, vulkansk bund med megen nedbør. 
Kyoto Univesitets løvfældende skov, Ashiu Experimental Forest, nær byen Miyama i Kyoto præfekturet, Japan, er domineret af Fagus crenata, og her vokser fujikirsebær sammen med bl.a. ellebladet løn, epaulettræ, etagekornel, fujiyamaprydæble, japansk blåregn, japansk bøg, japansk konvalbusk, japansk løn, japansk pieris, japansk snebolle, japansk troldnød, koreakornel, monoløn, Quercus mongolica (en art af eg), Rhus trichocarpa (en art af sumak) og viftebladet løn
| Portal | Portal:Botanik |

## Note
1. ↑  Takashi Osono: Fungal Decomposition of Leaf Litter in a Cool Temperate Forest Arkiveret 31. marts 2017 hos  Wayback Machine (engelsk)